# Archipel de Los Monjes
L'archipel de Los Monjes constitue une dépendance fédérale du Venezuela, et est situé en mer des Caraïbes et au nord du golfe du Venezuela. Ce groupe insulaire est distant d'environ 38 km de la péninsule de Guajira, près de la frontière entre la Colombie et l'État de Zulia au Venezuela.

## Îles
Cet archipel est formé de trois îles ou groupes d'îles (archipel), d'une superficie totale de 0,2 km ²:
- Monjes del Sur (12° 22′ N, 70° 54′ O) se compose de deux grandes îles, reliées par un barrage artificiel. Le sud des deux îles atteint une hauteur de 70 m et a un phare.

|                |
| Monjes del Sur |

- Monje del Este (12° 24′ N, 70° 51′ O), un petit rocher à 5,3 km au nord de Monjes del Sur, atteint une hauteur de 43 m.
- Monjes del Norte (12° 30′ N, 70° 55′ O), est à 12,3 km au nord-nord-est de Monjes del Este, et se compose de cinq petites roches, la plus grande qui atteint une hauteur de 41 m.